# Ferrovia Città del Capo-Il Cairo
La ferrovia Città del Capo-Il Cairo (in inglese: Cape to Cairo Railway) è la più lunga e importante del continente, che attraversa da sud a nord. Serve come collegamento tra Città del Capo, in Sudafrica, e la città di Port Said, in Egitto.
Parti importanti della sua rotta prevista per attraversare l'Africa sono incomplete o non operative a causa di guerre, mancanza di capitale finanziario, ostacoli geografici e geologici e scarsa volontà politica.
Questo progetto fu avviato alla fine del XIX secolo, durante il periodo del dominio coloniale occidentale, dalla prospettiva di Cecil Rhodes, che cercò di collegare i possedimenti africani adiacenti dell'Impero britannico attraverso una linea continua da Città del Capo, in Africa del Sud, raggiungendo la città del Cairo, in Egitto.

## Progetto
La proposta di una ferrovia che andasse dal Capo al Cairo fu presentata nel 1874 da Edwin Arnold, direttore del The Daily Telegraph, sponsor della spedizione di Henry Morton Stanley in Africa per scoprire il corso del Congo. Il percorso proposto prevedeva il trasporto ferroviario misto a quello fluviale tra Lubumbashi nel Congo belga e Sennar nel Sudan anziché uno ferroviario.
L'imperialista e imprenditore Cecil Rhodes fu determinante nel proteggere gli stati meridionali del continente dell'Impero britannico e immaginò una "linea rossa" di colonie britanniche da sud a nord. Una ferrovia sarebbe stato un elemento critico in quel contesto per collegare i possedimenti, facilitare il governo del territorio, consentire alle truppe di spostarsi rapidamente, condurre la guerra, aiutare i coloni per gli insediamenti e consentire il commercio di merci continentali ed extra-continentali. Questo progetto rappresentò una grande sfida tecnologica.
La Francia ebbe una strategia simile alla fine del 1890 per collegare le sue colonie dell'Africa occidentale e orientale, dal Senegal al Gibuti. Il Sudan del Sud e l'Etiopia furono sul percorso francese, ma ci furono spedizioni nel 1897 per istituire un protettorato in quella zona e per trovare una rotta per attraversare l'Etiopia. Il progetto andò a monte quando la flotta britannica sul Nilo affrontò la spedizione francese nel punto di intersezione tra le rotte francese e britannica, portando alla Crisi di Fascioda e alla ritirata francese dai territori reclamati.
Il Portogallo volle realizzare una ferrovia dall'Angola al Mozambico per collegare le due colonie e fece la "Mappa rosa" che rappresentava le sue pretese di sovranità in Africa.
L'opposizione al dominio britannico in Sudafrica fu stabilita dopo la prima e la seconda guerra boera (terminata nel 1902 ma la Repubblica del Transvaal e lo Stato Libero dell'Orange vennero incorporati solo nel 1910).

## Mancata realizzazione della ferrovia
Gli interessi britannici dovevano superare gli ostacoli della geografia e del clima e la competizione tra gli inglesi, i francesi, i portoghesi e i tedeschi. Nel 1891, l'Impero tedesco si impadronì del territorio dell'Africa Orientale tedesca, che insieme alla foresta pluviale montuosa del Congo belga non permise la costruzione della ferrovia.
Nel 1916 durante la Grande guerra soldati britannici, africani, sudafricani e indiani conquistarono il Territorio del Tanganica dai tedeschi e dopo la guerra gli inglesi continuarono a governare il territorio, che fu un mandato della Società delle Nazioni dal 1922. Gli inglesi ora potevano completare la ferrovia, ma la Grande depressione ne impedì il completamento. Dopo la seconda guerra mondiale, la decolonizzazione dell'Africa e l'indipendenza delle colonie il progetto venne definitivamente abbandonato.

## Tratte ferroviarie operative
I tratti operativi della ferrovia Città del Capo-Il Cairo sono i seguenti:
- Sezione sud-ovest: partenza da Città del Capo, passando per Kimberley e Mahikeng in Sudafrica, Gaborone e Francistown nel Botswana, fino a Bulawayo nello Zimbabwe.
- Sezione sud-est: da Port Elizabeth, attraverso Bloemfontein, Johannesburg, Pretoria e Musina in Sudafrica, fino a Bulawayo nello Zimbabwe.
- Sezione sud-centrale: collega Bulawayo alle Victoria Falls in Zimbabwe, Livingstone, Lusaka e Ndola in Zambia, Sakania, Lubumbashi, Tenke, Bukama, Kamina, Kabalo e Kindu in Congo.
  - Estratto incompleto da Kindu a Uvira in Congo, Bujumbura e Kayanza in Burundi, Butare e Kigali in Ruanda, a Kampala in Uganda.
- Sezione centrale: collega Kampala a Njeru, Busembatia, Tororo e Gulu in Uganda.
  - Estratto incompleta da Gulu, Uganda, a Giuba e Wau, nel Sudan del Sud.
  - Sezione a circolazione sospesa da Wau, nel Sudan del Sud, a Babanusa, in Sudan, a causa di guerre locali.
- Sezione nord-Nilo superiore: collega Babanusa a Sennar, Khartum e Wadi Halfa in Sudan.
  - Estratto incompleto di Wadi Halfa, Sudan, Assuan, Egitto.
- Sezione nord-Nilo inferiore: collega Assuan a Luxor, Asyūṭ, Il Cairo e Benha in Egitto.
- Sezione nord-ovest: collega Benha ad Alessandria, in Egitto.
- Sezione nord-centrale: collega Benha a Damietta in Egitto.
- Sezione nord-est: collega Benha a Port Said, in Egitto.

## Strada
La spedizione Court Treatt, un viaggio dalla Città del Capo fino a Il Cairo su strada, venne compiuta nel 1924 con due auto. La strada Città del Capo-Il Cairo venne progettata per collegare più o meno gli stessi paesi. Il progetto è stato aggiornato con il piano autostradale omonimo, le cui sezioni sono asfaltate e percorribili.